# Colgate Series Championships 1980
Il Colgate Series Championships 1980 è stato un torneo di tennis giocato sul sintetico indoor. È stata la 9ª edizione del torneo, che fa parte del WTA Tour 1980. Si è giocato a Landover negli USA dal 2 all'8 gennaio 1980.

## Campionesse

### Singolare
Martina Navrátilová ha battuto in finale  Tracy Austin con il punteggio di 6–2, 6–1

### Doppio
Billie Jean King /  Martina Navrátilová hanno battuto in finale  Rosie Casals /  Chris Evert con il punteggio di 6–4, 6–3